# Gare de Hanoï
La gare de Hanoï (vietnamien: Ga Hà Nội) est une gare ferroviaire vietnamienne située dans la ville de Hanoï.

## Situation ferroviaire
La gare de Hanoï est notamment l'une des têtes de ligne du chemin de fer Nord-Sud du Viêt Nam, qui traverse le pays jusqu'à la gare de Saigon et du chemin de fer Hanoï-Haïphong.

## Architecture
La gare de Hanoi a ouvert ses portes en 1902 sous le nom de gare Hàng Co.
Le bâtiment est endommagé en 1972 lors de la guerre du Viêt Nam et en 1976 le hall central sera reconstruit dans un style moderne, en préservant les ailes latérales historiques car seul le milieu a été bombardé.

## Service des voyageurs

### Desserte
- Ligne Nord-Sud
- Ligne Hanoi–Lào Cai (en)
- Ligne Hanoi–Haiphong (en)
- Ligne Hanoi–Đồng (en)
- Ligne Hanoi–Quán Triều (en)

## Galerie

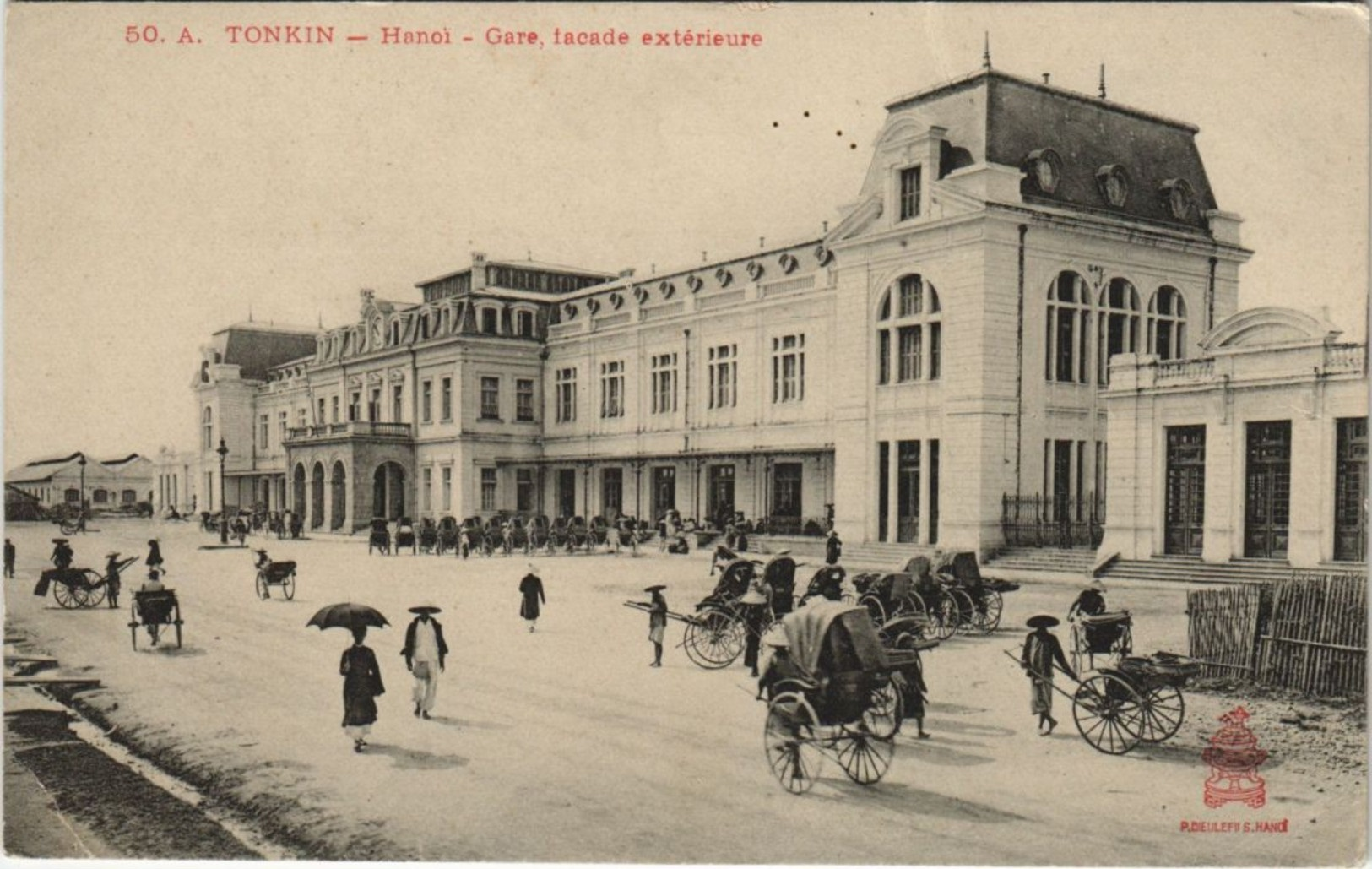
Gare de Hanoï en 1902.
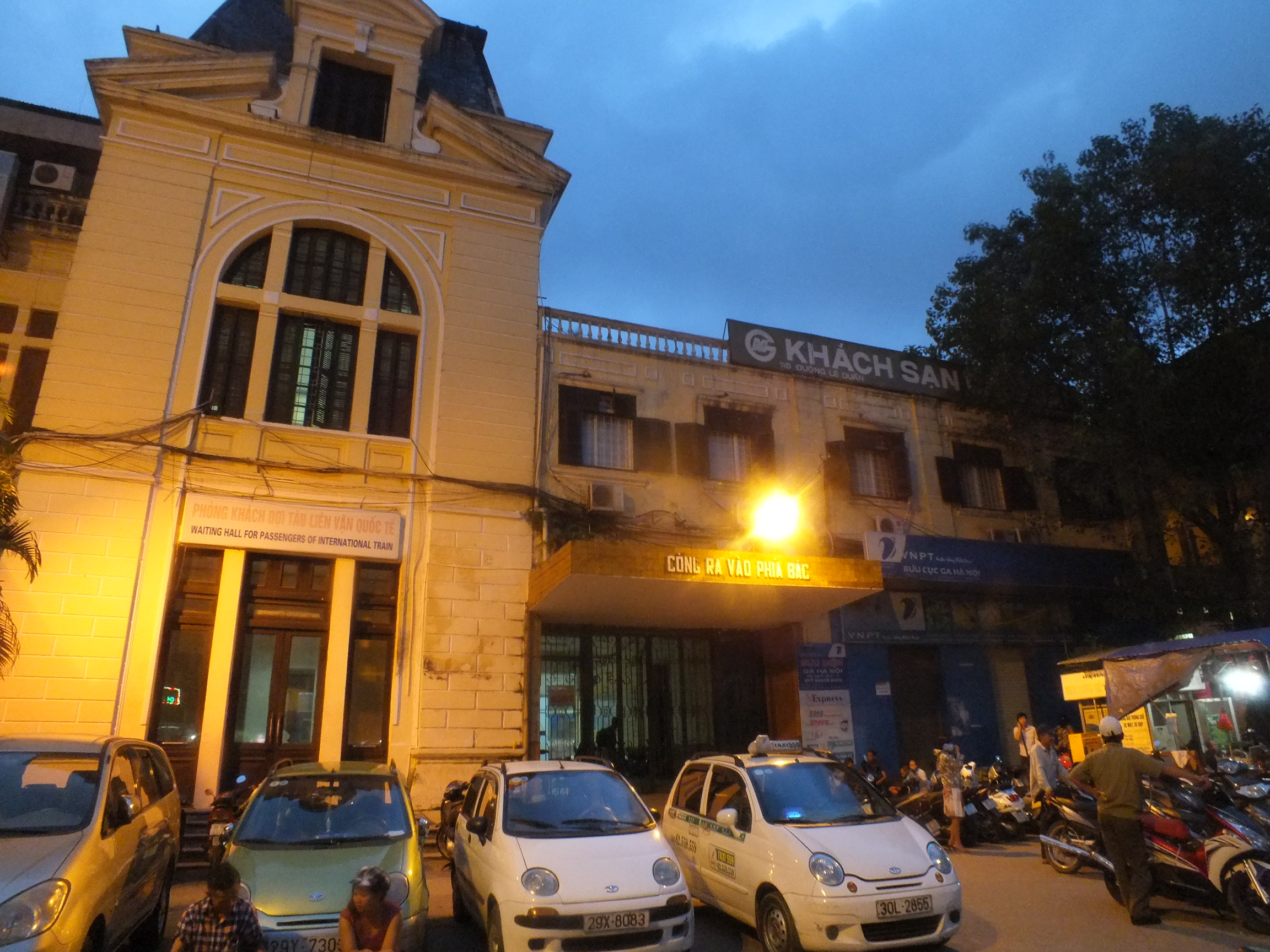
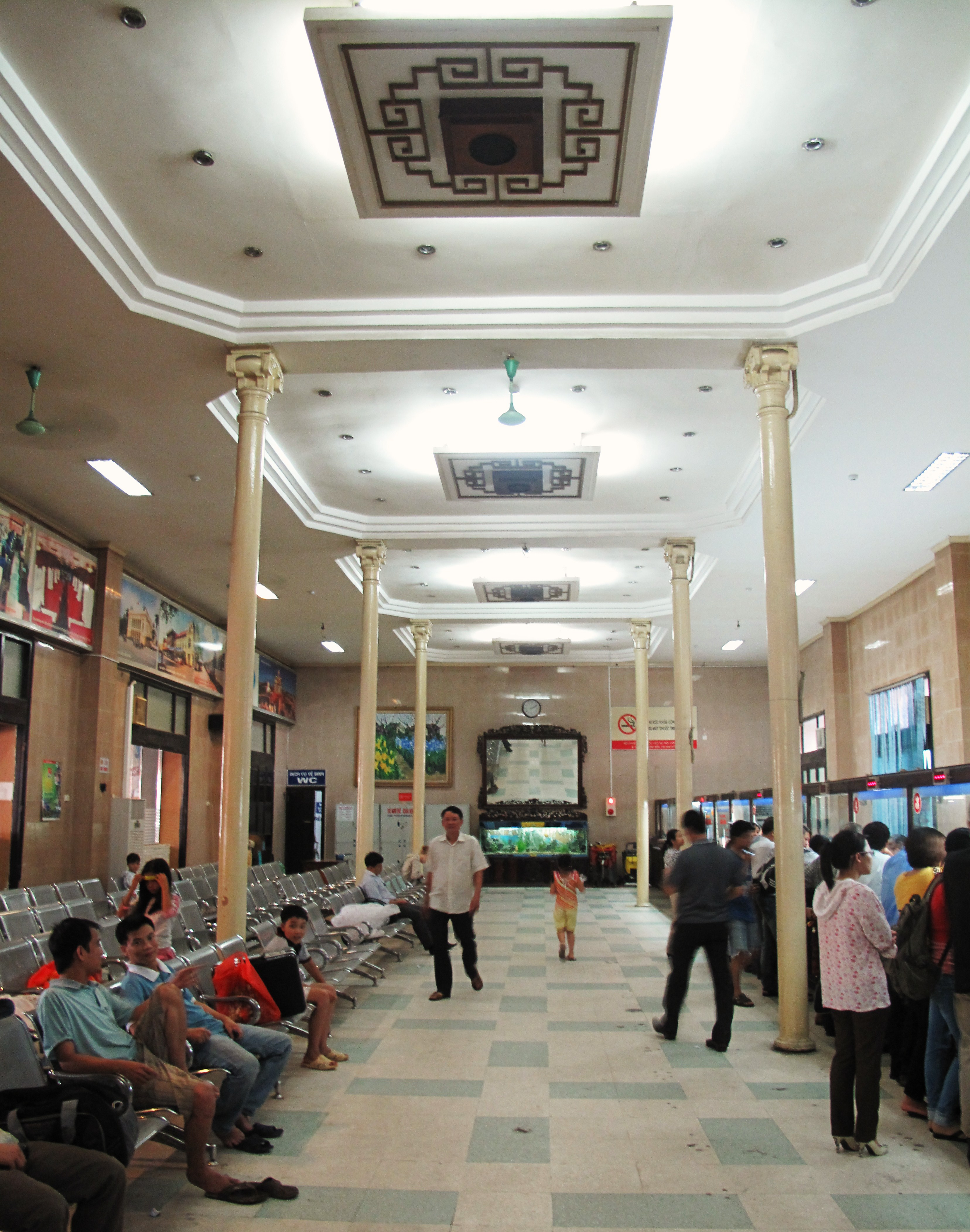
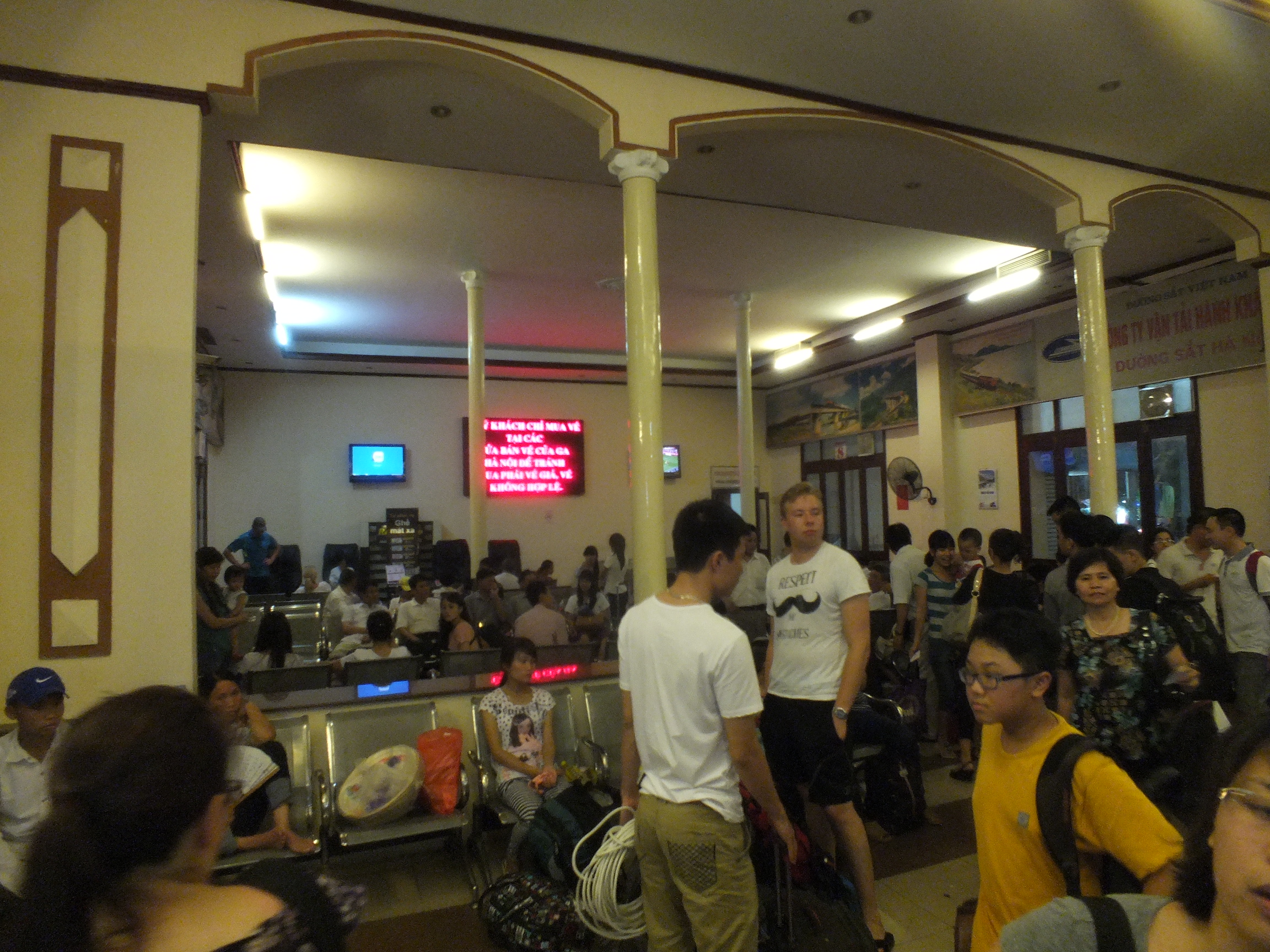
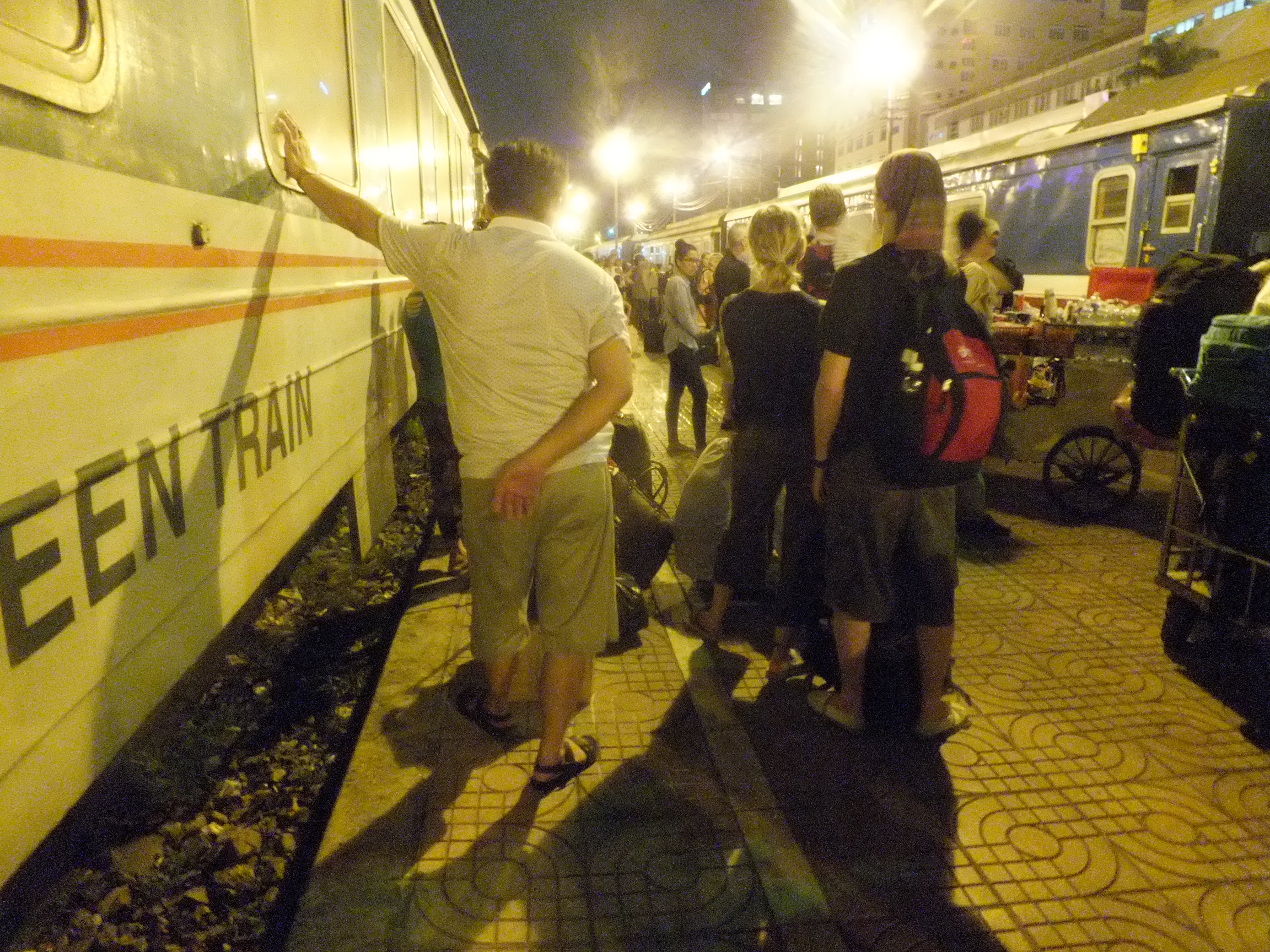
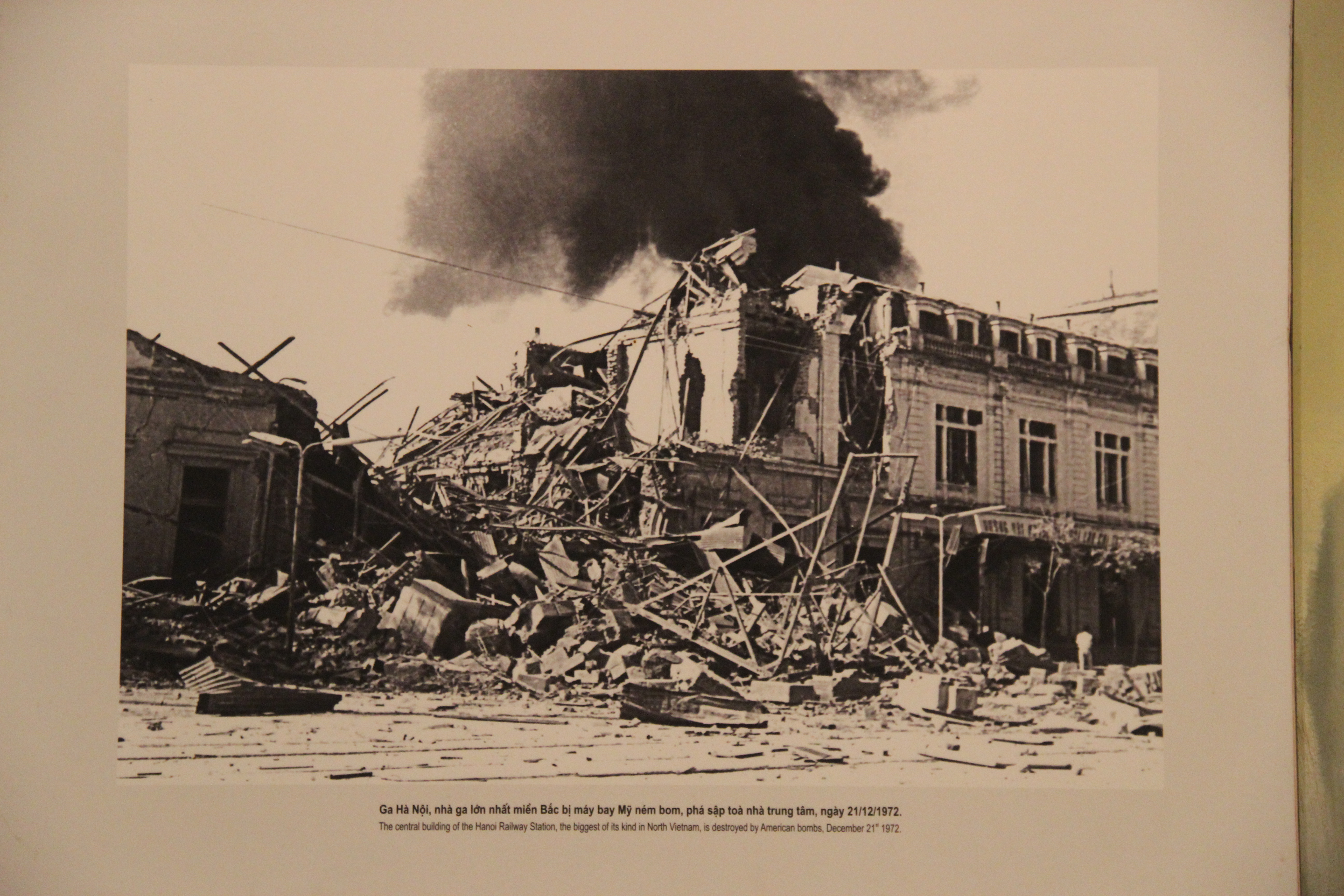
Le bâtiment principal de la gare détruit par un bombardement américain en décembre 1972.